# Huyền của Ôn Noãn
Huyền của Ôn Noãn (tiếng Trung: 温暖的弦) là một bộ phim truyền hình Trung Quốc năm 2018 với sự tham gia của Trương Hàn, Trương Quân Ninh, Kinh Siêu và Trương Gia Nghê. Nó dựa trên cuốn tiểu thuyết Sự ràng buộc ấm áp viết bởi An Ninh. Phát sóng trên Hồ Nam TV từ ngày 30 tháng 4 đến ngày 26 tháng 5 năm 2018.